# 出町杏奈
出町 杏奈（でまち あんな、2001年4月4日 - ）は、日本のタレント、モデル。

## 来歴
芸能活動への最後の挑戦と思って受けた拓殖大学のミスコンで見事グランプリに輝き、その後に出場した「Miss of Miss Campus Queen Contest 2023」ではモデルプレス賞を受賞。
2023年4月15日（14日深夜）からフジテレビ系列で生放送されているバラエティ番組「オールナイトフジコ」で番組内での現役女子大生によるユニット「フジコーズ」1期生（学生番号12番）として活動。デーパパの愛称を持つ仲の良い父親が、番組放送中のスタジオに遊びに来たことがある。
「オールナイトフジコ」の番組内での自身の「貝殻やりますよ」という発言を受けて週刊プレイボーイから18年ぶり令和初となる単独での貝殻水着グラビアのオファーがあり、番組終了まで悩んだ末に「18年ぶりの貝殻水着、ソロデビュー、フジコーズを知ってもらえる、こんなチャンス逃すまい！」とオファーを承諾し、2023年7月10日発売号に貝殻水着グラビアが掲載されたほか、アザーカットをまとめたデジタル写真集も発売された。
2024年3月に拓殖大学を卒業。これを機に同年3月22日放送の「オールナイトフジコ」及び3月29日に開かれた番組イベント「フジコーズ卒業式2024」をもってフジコーズを卒業した。
2024年11月5日にRIZINガール2025の最終審査を経て、RIZINガールに選出される。担当カラーはブルー。

## 人物
- 愛称はでまっちゃん
- 趣味は料理・サウナ・コンビニスイーツ
- 好きな食べ物は寿司・スイーツ・いちご
- 青森県出身で津軽弁の訛りがある

## 出演

### テレビ
- U-NEXT presents 超RIZIN.4 真夏の喧嘩祭り 直前SP（2025年7月26日 / テレ玉）
- オールナイトフジコ（2023年4月15日 - 2024年3月23日 / フジテレビ）

### 配信
- チャンスの時間（2025年5月26日、ABEMA）[8]
- ヒロミ・指原の“恋のお世話始めました”（2023年7月6日 / ABEMA）[9]
- if TICKET もしも君に出会っていたら（2021年12月14日 / ABEMA）[10][11][12]
- 恋する♥週末ホームステイ Season 8（2019年4月16日～2019年7月2日 / ABEMA）[13]

### ラジオ
- 東京おしゃべり倶楽部RADIO（2024年2月4日・3月3日 / 渋谷クロスFM）

### ファッションショー
- TOKYO GIRLS COLLECTION（2023年11月12日）[14][15]

### Web
- 美学生図鑑[16]
- モデルプレス[17]

### YouTube
- RIZINガール2025
- TOKYO GIRLS COLLECTION[18]
- 週プレChannel【集英社 週刊プレイボーイ公式】[19][20][21][22]
- ABEMA 恋する週末ホームステイ【公式】[23][24]

- 海蔵亮太 第一回 カラオケひとり紅白歌合戦 [25]

## 書籍

### デジタル写真集
- 貝殻ヴィーナス 週プレ PHOTO BOOK（2023年7月10日 / 週刊プレイボーイ）